# Języki rdzenne malajsko-polinezyjskie

Zasięg geograficzny języków grupy rdzennej

Języki rdzenne malajsko-polinezyjskie – grupa w obrębie języków malajsko-polinezyjskich, zaproponowana w 2002 roku przez 
badaczy Wouka i Rossa. Nazwali tak oni pierwotną (rdzenną) grupę języków, będącą zalążkiem całej rodziny języków malajsko-polinezyjskiej. Według tej hipotezy języki malajsko-polinezyjskiej miałyby się rozprzestrzenić z wyspy Sulawesi na Ocean Indyjski oraz Ocean Spokojny, dając początek zarówno językom używanym w Indonezji, na Madagaskarze i w Polinezji. Koncepcja ta znalazła umiarkowane poparcie ze strony innych uczonych.